# Chersotis palustris
Chersotis palustris är en fjärilsart som beskrevs av Ludwig Osthelder 1927. Chersotis palustris ingår i släktet Chersotis och familjen nattflyn. Inga underarter finns listade i Catalogue of Life.